# 天之吻
天之吻，是日本純種競賽馬匹。生涯活躍於一哩賽事，曾勝出2006年百花盃及櫻花賞，後於2008年及2009年分別勝出京成盃秋季讓賽及中山牝馬錦標。

## 出賽前
2003年4月25日出生於北海道門別町（今日高町）正和山本牧場，成長途中被社台集團於拍賣會以1018萬日圓購入，所有權歸於社台集團前負責人吉田善哉之遺孀吉田和子旗下。
其後交由美浦訓練中心練馬師戶田博文訓練。

## 競賽生涯

### 2歲
2005年12月17日出戰中山競馬場2歲新馬，由吉田豐策騎，於最後直路被Roland l'Amour超越獲得亞軍。

### 3歲
2006年年初出戰兩場泥地3歲未勝利戰，但均跑獲亞軍。
其後重返草地賽事出戰3歲未勝利戰，改由安藤勝己策騎下終於發揮實力成功奪得首勝。
3月17日出戰百花盃，再次更換騎師爲橫山典弘。由於本次比賽有阪神兩歲牝馬錦標季軍火神等強敵，其只獲得第六人氣。比賽開始後，其無視前方Beauty Pearl的快放，保持自己節奏於中團靠前位置推進。進入直路後，前方的火神趁Beauty Pearl失速的瞬間進佔領先位置，而天之吻則於中團位置準備加速衝刺。直路中段，前方的火神仍然處於領先的優勢，但天之吻經已進入絕佳的衝刺狀態，於最後50米處超越對手，最終拋離對手1 1/2馬位奪得首個分級賽冠軍，亦位練馬師戶田博文帶來首個分級賽頭銜。
4月9日出戰櫻花賞，原本陣營打算安排安藤作爲騎師，但安藤早已決定策騎另一匹賽駒Saint Victoire，然而由於此賽駒於櫻花賞賽前宣佈退賽，因而安藤於沒有任何預約的情況下得以再度夥拍天之吻出戰。由於此次比賽有鬱金香賞冠軍愛慕之吻、百花盃亞軍火神、阪神兩歲牝馬錦標冠軍T M Precure、雌馬賽冠軍Daiwa Passion及皇后盃冠軍戀曲參戰，天之吻僅獲得第六人氣。比賽開始後，前方的Asahi Rising開始快放製造節奏，但天之吻選擇無視其並於中團較後位置追走。通過第三彎道時，騎師安藤指揮其加速抽出外檔，並於直路中段不斷加速，成功超越處於前方的Asahi Rising、戀曲、Shells Lei及愛慕之吻，最終以3/4馬位優勢奪得首個一級賽冠軍，不但爲練馬師戶田帶來首個一級賽頭銜，亦成功達成祖孫三代制霸經典賽。
但其於櫻花賞後陷入低潮，5月出戰優駿牝馬（日本橡樹大賽）以第六落敗。
夏季放草後出戰聖烈特紀念獲得第五後，返回雌馬三冠路線出戰秋華賞獲得第六，其後於女皇伊利沙伯二世盃挑戰年長馬匹更以第十大敗。

### 4歲
2007年成爲古馬後仍然未能跑出優秀表現，年初出戰東京新聞盃雖然保持良好節奏，但於直路對騎師橫山的指揮毫無響應，未能加速下以第七落敗。
其後出戰中山牝馬錦標，雖然跑出全場最快末腳，但仍然未能彌補比賽初段留太後的劣勢，最終以第五完賽。
5月13日出戰維多利亞一哩賽，騎師橫山吸收上次留得太後的經驗，決定安排其搶佔位置於先頭推進，可惜其於直路開始失速，最終僅獲第四。
6月出戰安田紀念，雖然改由內田博幸策騎，但最終成績未有好轉下以第八落敗。
有見及此陣營決定安排其遠征美國，出戰奇斯高一哩賽，期望尋求新突破，但最終僅獲得第四。
回國後出戰女皇伊利沙伯二世盃及綠松石錦標，分別以第六及第十三落敗。

### 5歲
2008年首戰爲京都牝馬錦標，於其中獲得第三後又於中山牝馬錦標獲得第三，開始有稍微回勇的即將。
4月12日出戰阪神牝馬錦標，比賽途中一直處於後方位置，進入直路後開始加速衝刺，但仍然未能對前方對手組成威脅，最終以第四完賽。
其後原本打算出戰維多利亞一哩賽，但因累積獎金不足以被排除於出賽名單外，因而決定轉戰京王盃春季盃，於其中僅敗於超級黃蜂獲得第二。
6月8日出戰安田紀念，再度因爲未能有效加速而獲得第七。
放草過後於9月14日出戰京成盃秋季讓賽，改爲夥拍藤田伸二。賽前僅次於留座及上年度盟主俊小子獲得第三人氣。比賽開始後，大鷹犬開始領放，而處於第16檔最外檔的天之吻則未有搶佔先頭位置，意思於中團靠後位置追走。通過最後彎道後，其抽出外檔並開始加速，於進入直路時經已進佔先頭位置。進入直路後，其由外檔位置加速衝刺，先超越內欄的Let's Go Kirishima及彩瓷，其後繼續加速抵擋俊小子的追擊，最終成功以1 1/4馬位優勢奪得暌違2年半的冠軍。
其後出戰府中牝馬錦標及一哩冠軍賽均未能獲勝，分別跑獲第五及第十三。

### 6歲
2009年首戰爲東京新聞盃，但於其中未能發揮一如既往的加速力，最終以第十落敗。
其後陣營決定安排其出戰中山牝馬錦標後便會退役，賽前落後札列馬、Libiamo及上年度橡樹馬出類拔萃獲得第四人氣。比賽開始後，前方由2007年NHK一哩賽冠軍粉紅瑰寶帶頭領放，而天之吻則於先頭內欄有利位置推進，通過最後彎道的時候其開始慢慢發力進佔位置。進入直路後，領放的粉紅瑰寶仍然於內欄位置緊守第一，天之吻則於其後方追趕。面對經已來襲的後上馬，天之吻此時突然爆發末腳速度拋離後方馬匹，於直路中段和粉紅瑰寶形成一對一的局面，最終憑藉優勢的加速力，其成功最後50米衝出並拉開對手1馬位獲勝，達成有終之美。
其後陣營按照計劃安排其退役，並於3月24日取消日本中央競馬會的賽駒註冊。

### 詳細賽績
| 日期       | 舉辦國家 | 馬場     | 距離   | 級別 | 賽事名稱           | 負重 | 騎師     | 馬號 | 出馬 | 名次 | 時間     | 頭馬（二馬）           |
| ---------- | -------- | -------- | ------ | ---- | ------------------ | ---- | -------- | ---- | ---- | ---- | -------- | ---------------------- |
| 17/12/2005 | 日本     | 中山     | 草1200 |      | 2歲新馬            | 54   | 吉田豊   | 9    | 16   | 2    | 1:10.7   | Roland l'Amour         |
| 22/1/2006  | 日本     | 中山     | 泥1200 |      | 3歲未勝利          | 54   | 吉田豊   | 11   | 16   | 2    | 1:12.5   | Rusina Queen           |
| 19/2/2006  | 日本     | 東京     | 泥1400 |      | 3歲未勝利          | 54   | 吉田豊   | 6    | 16   | 2    | 1:27.5   | Mon Vert               |
| 5/3/2006   | 日本     | 中山     | 草1600 |      | 3歲未勝利          | 54   | 安藤勝己 | 16   | 16   | 1    | 1:36.0   | （Sweet Lorelei）      |
| 18/3/2006  | 日本     | 中山     | 草1800 | GIII | 百花盃             | 54   | 横山典弘 | 11   | 16   | 1    | 1:48.9   | （火神）               |
| 9/4/2006   | 日本     | 阪神     | 草1600 | GI   | 櫻花賞             | 55   | 安藤勝己 | 14   | 18   | 1    | 1:34.6   | （愛慕之吻）           |
| 21/5/2006  | 日本     | 東京     | 草2400 | GI   | 優駿牝馬           | 55   | 安藤勝己 | 17   | 18   | 6    | 2:26.9   | 川上公主               |
| 17/9/2006  | 日本     | 中山     | 草2200 | GII  | 聖烈特紀念         | 54   | 安藤勝己 | 2    | 17   | 5    | 2:13.5   | 東瀛武將               |
| 15/10/2006 | 日本     | 京都     | 草2000 | GI   | 秋華賞             | 55   | 安藤勝己 | 1    | 18   | 6    | 1:58.8   | 川上公主               |
| 12/11/2006 | 日本     | 京都     | 草2200 | GI   | 女皇伊莉莎白二世盃 | 54   | 安藤勝己 | 10   | 15   | 10   | 2:12.7   | 火神                   |
| 27/1/2007  | 日本     | 東京     | 草1600 | GIII | 東京新聞盃         | 54   | 横山典弘 | 7    | 15   | 7    | 1:33.3   | 鈴鹿鳳凰               |
| 11/3/2007  | 日本     | 中山     | 草1800 | GIII | 中山牝馬錦標       | 56   | 横山典弘 | 2    | 16   | 5    | 1:50.3   | Meine Samantha         |
| 13/5/2007  | 日本     | 東京     | 草1600 | JpnI | 維多利亞一哩賽     | 55   | 横山典弘 | 8    | 18   | 4    | 1:32.8   | 戀曲                   |
| 3/6/2007   | 日本     | 東京     | 草1600 | GI   | 安田紀念           | 56   | 内田博幸 | 12   | 18   | 8    | 1:32.8   | 大和主將               |
| 6/7/2007   | 美國     | 荷李活園 | 草1600 | GII  | 奇斯高一哩賽       | 55.5 | 伊偉舵   | 8    | 9    | 4    | 紀錄缺失 | Lady of Venice         |
| 11/11/2007 | 日本     | 京都     | 草2200 | GI   | 女皇伊利沙伯二世盃 | 56   | 幸英明   | 14   | 13   | 6    | 2:12.6   | 大和赤驥               |
| 2/12/2007  | 日本     | 中山     | 草1600 | OP   | 綠松石錦標         | 56.5 | 柏兆雷   | 14   | 15   | 13   | 1:34.5   | Cosmo Marvelous        |
| 3/2/2008   | 日本     | 京都     | 草1600 | GIII | 京都牝馬錦標       | 55   | 幸英明   | 6    | 13   | 3    | 1:36.3   | 愛慕之吻               |
| 16/3/2008  | 日本     | 中山     | 草1800 | GIII | 中山牝馬錦標       | 56.5 | 幸英明   | 3    | 16   | 3    | 1:48.7   | Yamaninmerveilleux     |
| 12/4/2008  | 日本     | 阪神     | 草1400 | GII  | 阪神牝馬錦標       | 56   | 幸英明   | 8    | 15   | 4    | 1:21.9   | 亞洲之風               |
| 17/5/2008  | 日本     | 東京     | 草1400 | GII  | 京王盃春季盃       | 55   | 勝浦正樹 | 6    | 17   | 2    | 1:21.1   | 超級黃蜂               |
| 8/6/2008   | 日本     | 東京     | 草1600 | GI   | 安田紀念           | 56   | 勝浦正樹 | 2    | 18   | 7    | 1:33.6   | 伏特加                 |
| 14/9/2008  | 日本     | 中山     | 草1600 | GIII | 京成盃秋季讓賽     | 55   | 藤田伸二 | 16   | 16   | 1    | 1:32.1   | （Let's Go Kirishima） |
| 19/10/2008 | 日本     | 東京     | 草1800 | GIII | 府中牝馬錦標       | 55   | 藤田伸二 | 13   | 18   | 5    | 1:45.9   | Blumenblatt            |
| 23/11/2008 | 日本     | 京都     | 草1600 | GI   | 一哩冠軍賽         | 55   | 藤田伸二 | 12   | 18   | 13   | 1:33.3   | Blumenblatt            |
| 13/1/2009  | 日本     | 東京     | 草1600 | GIII | 東京新聞盃         | 55   | 藤田伸二 | 16   | 16   | 10   | 1:38.2   | 絕頂良駒               |
| 15/3/2009  | 日本     | 中山     | 草1800 | GIII | 中山牝馬錦標       | 56.5 | 横山典弘 | 8    | 16   | 1    | 1:49.1   | （粉紅瑰寶）           |

## 退役後
退役後，天之吻成爲了繁殖雌馬，於北海道白老町白老牧場休養，在2009年進行配種。首匹子嗣Famille於2010年出生，可於2012年出賽。2022年4月2日，逐天時在打吡公爵挑戰盃取勝，成爲首匹勝出分級賽的子嗣。
2017年與龍王配種確定受胎過後，於繁殖雌馬拍賣會上被Dream Farm以2430萬日圓購入，其後被轉移至北海道日高町Orion牧場繼續進行配種工作。

### 主要子嗣

#### 分級賽優勝子嗣
2018年生
- 逐天時（打吡公爵挑戰盃）

### 詳細繁殖資料
| 數目     | 馬名           | 出生年 | 性別 | 父系             | 練馬師                                                           | 馬主                                   | 戰績                            |
| -------- | -------------- | ------ | ---- | ---------------- | ---------------------------------------------------------------- | -------------------------------------- | ------------------------------- |
| 第一匹   | Famille        | 2010   | 雄   | Chichicastenango | 美浦・戶田博文 →名古屋・倉地學 →美浦・戶田博文 →門別・千葉津代士 | 吉田和子 →吉田勝己 →吉田和子 →吉田勝己 | 15戰3冠0亞1季（退役）           |
| 第二匹   | Avec Toi       | 2011   | 雌   | Chichicastenango | 美浦・戶田博文                                                   | 吉田和子                               | 6戰0冠0亞0季（退役・繁殖）      |
| 第三匹   | And Tomorrow   | 2012   | 雌   | 無敵先鋒         | 美浦・戶田博文 →門別・田中淳司 →美浦・戶田博文                   | 吉田和子 →吉田勝己 →吉田和子           | 20戰2冠0亞1季（退役・繁殖）     |
| 第四匹   | 天之吻2013     | 2013   | 雄   | 夏威夷王         |                                                                  |                                        | （未出賽）                      |
| 第五匹   | Joues Roses    | 2014   | 雌   | 勞動力           | 美浦・戶田博文                                                   | Shadai Race Horse Co Ltd               | 4戰0冠0亞0季（退役・繁殖）      |
| 第六匹   | Amairo         | 2015   | 雌   | 黃金巨匠         | 美浦・戶田博文 →船橋・新井清重                                   | G1 Racing Co Ltd →日下部勝德           | 18戰1冠1亞4季（退役・繁殖）     |
| 第七匹   | 親吻           | 2016   | 雌   | 統治地位         | 美浦・戶田博文                                                   | Sunday Racing Co Ltd                   | 29戰2冠7亞9季（退役・繁殖）     |
|          | （未配種）     |        |      |                  |                                                                  |                                        |                                 |
| 第八匹   | 逐天時         | 2018   | 雄   | 龍王             | 美浦・戶田博文                                                   | DMM Dream Club Co Ltd                  | 34戰2冠3亞2季（現役） 分級賽1勝 |
| 第九匹   | Yell to Heaven | 2019   | 雄   | 龍王             | 美浦・戶田博文                                                   | DMM Dream Club Co Ltd                  | 26戰1冠3亞1季（現役）           |
|          | （受胎失敗）   |        |      | 龍王             |                                                                  |                                        |                                 |
|          | （受胎失敗）   |        |      | 小說名家         |                                                                  |                                        |                                 |
| 第十匹   | Heavenly Goal  | 2022   | 雄   | 龍王             | 美浦・戶田博文                                                   | DMM Dream Club Co Ltd                  | 2戰0冠0亞0季（現役）            |
| 第十一匹 | Wind of Heaven | 2023   | 雄   | 龍王             | 美浦・戶田博文                                                   | DMM Dream Club Co Ltd                  | （出賽前）                      |
|          | （受胎失敗）   |        |      | 野田重擊         |                                                                  |                                        |                                 |
| 統治地位 | （受胎失敗）   |        |      |                  |                                                                  |                                        |                                 |

## 血統簡介
父系愛慕織姬爲日本賽駒，生涯戰績優秀，曾於1999年勝出東京優駿（日本打吡），後因傷退役配種。祖父週日寧靜是美國三冠賽雙軍馬，退役後在日本配種，在日本馬壇相當成功，贏得多項分級賽事，其子嗣贏得巨額獎金。
母系Long Virgin爲日本賽駒，生涯出戰三場僅勝出一場。外祖父北方風味爲加拿大賽駒，於當地有不俗的戰績，退役後被社台集團引進日本作爲配種馬使用，於週日寧靜引入前一度爲日本最成功的種馬，於與當時象徵牧場的巴索隆齊名。

### 血統表
| 父線：週日寧靜系（Halo系）                                                 |                         |               |                     |
| 種馬 愛慕織姬 1996年（棗色）                                               | 週日寧靜 1986年（棕色） | Halo          | Hail to Reason      |
| 種馬 愛慕織姬 1996年（棗色）                                               | 週日寧靜 1986年（棕色） | Halo          | Cosmah              |
| 種馬 愛慕織姬 1996年（棗色）                                               | 週日寧靜 1986年（棕色） | Wishing Well  | Understanding       |
| 種馬 愛慕織姬 1996年（棗色）                                               | 週日寧靜 1986年（棕色） | Wishing Well  | Mountain Flower     |
| 種馬 愛慕織姬 1996年（棗色）                                               | Vega 1990年（棗色）     | 東來兵        | Kampala             |
| 種馬 愛慕織姬 1996年（棗色）                                               | Vega 1990年（棗色）     | 東來兵        | Severn Bridge       |
| 種馬 愛慕織姬 1996年（棗色）                                               | Vega 1990年（棗色）     | Antique Value | 北地舞人            |
| 種馬 愛慕織姬 1996年（棗色）                                               | Vega 1990年（棗色）     | Antique Value | Moonscape           |
| 繁殖雌馬 Long Virgin 1987年（栗色）                                        | 北方風味 1971年（栗色） | 北地舞人      | 新北區              |
| 繁殖雌馬 Long Virgin 1987年（栗色）                                        | 北方風味 1971年（栗色） | 北地舞人      | Natalma             |
| 繁殖雌馬 Long Virgin 1987年（栗色）                                        | 北方風味 1971年（栗色） | Lady Victoria | Victoria Park       |
| 繁殖雌馬 Long Virgin 1987年（栗色）                                        | 北方風味 1971年（栗色） | Lady Victoria | Lady Angela         |
| 繁殖雌馬 Long Virgin 1987年（栗色）                                        | Suibu 1968年（栗色）    | Tudor Peruid  | Owen Tudor          |
| 繁殖雌馬 Long Virgin 1987年（栗色）                                        | Suibu 1968年（栗色）    | Tudor Peruid  | Cornice             |
| 繁殖雌馬 Long Virgin 1987年（栗色）                                        | Suibu 1968年（栗色）    | Golden Dragon | Hindostan           |
| 繁殖雌馬 Long Virgin 1987年（栗色）                                        | Suibu 1968年（栗色）    | Golden Dragon | Daigo Canadian Girl |
| 雌系：號族：2-r                                                            |                         |               |                     |
| 五代內近親交配：北地舞人 4×3、Lady Angela 4×5、Almahmoud 5×5、Hyperion 5×5 |                         |               |                     |

## 命名由來
名字Kiss to Heaven（キストゥヘヴン）意思是「通往天堂的吻」，香港則採用意譯，翻譯为「天之吻」。

## 外部連結
- 天之吻 netkeiba.com （页面存档备份，存于）
- 血統表 （页面存档备份，存于）